# Gilău, Cluj
Gilău là một xã thuộc hạt Cluj, România. Dân số thời điểm năm 2002 là 7857 người.